# Лук Геби
Лук Мајкл Геби (енгл. Luke Michael Gebbie; 7. новембар 1996) филипински је пливач новозеландског порекла чија специјалност су спринтерске трке слободним стилом. Вишеструки је национални првак и рекордер. За репрезентацију Филипина се такмичи од 2019. године. 

## Спортска каријера
Геби је дебитовао на међународној пливачкој сцени током 2019. након што је постао спортски држављанин Филипина. Прво велико међународно такмичење на коме је наступио је било светско првенство у корејском Квангџуу 2019. где се такмичио у три дисциплине. Најбољи појединачни резултат је остварио у квалификацијама трке на 100 слободно које је окончао на 42. месту уз нови национални рекорд, док је трку на 50 слободно завршио на 58. месту. Пливао је и у штафети 4×100 слободно микс која је такмичење окончала на укупно 19. месту.
Прве медаље за Филипине освојио је у децембру 2019. на Играма Југоисточне Азије одржаним у Манили, бронзу у трци на 50 слободно уз нови национални рекорд, те сребро у штафети 4×100 слободно.